# حرب بينك
كانت حرب بينك عبارة عن حملة قصف من الجو وحملة عقابية نُفّذت من قِبل سلاح الجو الملكي، بقيادة قائد الجناح ريتشارد بينك، ضد المعاقل الجبلية لرجال قبائل محسود في جنوب وزيرستان في مارس وأبريل 1925. كانت المعركة المستقلة الأولى التي نُفذت من قِبل سلاح الجو الملكي، وتبقى الحملة الوحيدة التي سميت نسبةً لاسم ضابط في سلاح الجو الملكي.

## خلفية تاريخية
كان الدفاع عن مقاطعة الحدود الشمالية الغربية مسألة مهمة بالنسبة للهند البريطانية. في العشرينيات من القرن العشرين، انخرط البريطانيون في جهد دؤوب للدفاع عن قواعد جيش الهند البريطاني ضد غارات من ميليشيات رجال القبائل في المقاطعة. في يوليو 1924، شن البريطانيون عمليات ضد العديد من قبائل محسود في جنوب وزيرستان وبحلول أكتوبر أوقفت معظم القبائل أنشطتها. واصلت قبيلة عبد الرحمن خيل وثلاث قبائل داعمة أخرى فقط مهاجمة مواقع الجيش.

## العمليات
بعد الاستخدام الناجح للقصف الجوي في الحملة الخامسة في أرض الصومال في عام 1920، كان سلاح الجو الملكي الناشئ حريصًا على إثبات المزيد من قدرته العسكرية. شنت القوات البريطانية عمليات ضد قبائل محسود في وزيرستان من يوليو 1924، تاركةً قبيلة عبد الرحمن خيل وعدد قليل من القبائل الأخرى فقط لا تزال تقاوم في أكتوبر 1924. اتخذ ضابط القيادة الجوية في الهند، السير إدوارد إلينغتون، قرارًا غير مسبوق بالقيام بعمليات جوية ضد رجال القبائل دون دعم من الجيش. عُيّن الجناح رقم 2 (في الهند)، تحت قيادة قائد الجناح ريتشارد بينك في رسالبو، لإجراء العملية.
نُشرت مقاتلات بريستول إف 2 فايتر من السرب الخامس في مقر العمليات في مهبط الطائرات في مدينة تانك، بالإضافة إلى نشر طائرات إيركو دي إتش 9 إيه من السربين 27 و60 في قاعدة العمليات الأمامية في ميران شاه. بدأت العمليات في 9 مارس 1925، وذلك بعد طلعة أولية لإسقاط منشورات ورقية تحذيرية على المناطق المستهدفة، مشطت أسراب سلاح الجو الملكي المعاقل الجبلية لرجال القبائل في محاولة ناجحة لسحق التمرد. ركزت العمليات على تعطيل الأنشطة اليومية لميليشيات القبائل، وكذلك منع الوصول إلى الملاذات الآمنة؛ وكانت الطائرات تنفذ طلعاتها الجوية في الليل وفي النهار أيضًا، من أجل إحداث مزيد من الاضطراب.
في 1 مايو 1925، بعد أكثر من 50 يومًا من القصف، سعى زعماء القبائل لإبرام السلام من أجل إنهاء القصف، ما أدى إلى إنهاء الحملة القصيرة. قُتل اثنان فقط من البريطانيين وأُسقطت طائرة واحدة خلال الحملة؛ لا يُعرف عدد ضحايا قبائل محسود. كانت حرب بينك أول عمل جوي قام به سلاح الجو الملكي بشكل مستقل عن الجيش البريطاني أو البحرية الملكية.

## التكريم
بعد انتهاء الحملة، مُنح وسام الخدمة العامة في الهند مع شريط وزيرستان 1925 إلى 46 ضابطًا و214 رجلًا من سلاح الجو الملكي الذين شاركوا في حرب بينك. كان الشريط الأكثر ندرة الذي يُوضع على ميدالية الخدمة العامة في الهند، ولم يُمنح إلا بعد أن نجح رئيس الأركان الجوية آنذاك السير جون سالموند في إلغاء قرار وزارة الحرب بعدم منح ميدالية للحملة. تلقى قائد الحملة، وقائد الجناح ريتشارد بينك، الذي سُميت المعركة نسبةً إليه، ترقية لرتبة قائد مجموعة «تقديرًا لخدماته على أرض وزيرستان». مُنح قائد السرب آرثر جون كابيل وسام الخدمة المتميزة بسبب قيامه بخدمة مميزة خلال حرب بينك، ومُنح صليب الطيران المتميز لملازمي الطيران جون بيكر ووليام كومينغ، وضابط الطيران ريغينالد بين، ومُنح وسام الطيران المتميز لرقيب الطيارين جورج كامبل ورالف هوكنز، والرقيب آرثر رثرفورد، والعريف ريغينالد روبينز، والطيار الرائد ألفريد والمسلي. ذُكر 14 رجلاً آخرين في النشرات، بما في ذلك الضابطان الطياران إدوارد داشوود ونويل هايتر هاميس، اللذين فقدا حياتهما في الحملة.